# Dzmitry Kaldun
Dzmitry "Dima" Kaldun (belarusiska: Дзмітрый Аляксандравіч Калдун, Dzmitryj Aljaksandravitj Kaldun) född 11 juni 1985 i Minsk i Belarus, är en belarusisk sångare.
Kaldun har varit med i den ryska motsvarigheten till svenska "Idol" och "Fame Factory", som heter Star Factory, där han tog hem segern.

## Eurovision Song Contest
Kaldun var även med i den belarusiska uttagningen till Eurovision Song Contest 2006 med låten "Maybe", som han skrivit själv. Han slutade sexa i finalen.
2007 var Kaldun tillbaka i den belarusiska uttagningen och vann tävlingen med bidraget Work Your Magic. Vinsten innebar att han fick  representera Belarus i Eurovision Song Contest 2007 i Helsingfors. I finalen slutade bidraget på sjätte plats, vilket 2023 ännu är Belarus bästa resultat hittills.
Passande nog för hans låttitel "Work your magic" betyder kaldun 'trollkarl' på belarusiska.

## Personligt
Innan karriären som artist studerade Kaldun till kemist, men tog inte examen.
Kaldun har nämnt Aerosmith, Scorpions och Bon Jovi som artister han lyssnar på.